# Landespartei
Eine Landespartei ist nach dem deutschen Parteiengesetz eine politische Partei, deren Organisation sich auf das Gebiet eines Bundeslandes beschränkt (§ 6 Abs. 4 PartG). Dennoch können sich Landesparteien an bundesweiten Wahlen beteiligen. Verwandt ist der Begriff der Regionalpartei, die ihre politischen Aktivitäten auf eine Region beschränkt.
Umgangssprachlich bezeichnet man auch den Landesverband einer bundesweit vertretenen Partei als Landespartei.

## Entwicklung in Deutschland
Der juristische Begriff der Landespartei entstand, als die Bayernpartei 1956 gegen Teile des Bundeswahlgesetzes klagte, weil sie sich als – selbst so bezeichnete – Landespartei diskriminiert sah. Das Bundesverfassungsgericht wies die Klage ab, der Begriff blieb aber bestehen und fand Einzug in das 1967 eingeführte Parteiengesetz. Im Wahlrecht spielt er allerdings keine Rolle.
Gegenwärtige Landesparteien (i. e. S.) mit Parlamentssitzen sind:
- die Christlich-Soziale Union in Bayern (CSU)
- der Südschleswigsche Wählerverband (SSW) in Schleswig-Holstein

Die zunehmende Konsolidierung der Parteienlandschaft in der Bundesrepublik der 1950er und 1960er Jahre führte dazu, dass die Zahl der Parteien, die als Landesparteien definiert werden konnten, immer stärker abnahm.
Früher bestehende Landesparteien mit Parlamentssitzen waren:
- die Bayernpartei (BP; bis 1966 im dortigen Landtag vertreten; weiterhin eine Landespartei)
- die Bremer Demokratische Volkspartei (BDV; 1951 in der FDP aufgegangen)
- die Bremer Grüne Liste (1979–1983 im dortigen Parlament vertreten, danach aufgelöst)
- die Christliche Volkspartei des Saarlandes (CVP; 1959 in der CDU aufgegangen)
- die Saarländische Volkspartei (SVP; bis 1970 im dortigen Landtag vertreten, später aufgelöst)